# Лесной (Калининградская область)
 Лесной  (до 1946 года — «Заркау», нем. Sarkau) — посёлок, расположенный в Зеленоградском районе Калининградской области. Входит в состав Зеленоградского городского округа (до 1 января 2016 года — в сельском поселении «Куршская коса»). Население — 344 чел. (2010).

## География
Посёлок Лесной расположен на территории национального парка «Куршская коса» в 11 км от Зеленоградска на трассе Калининград—Клайпеда. Здесь находится и самое узкое место косы (300 м).

## История
На территории Заркау в XIX веке немецкими археологами были обнаружены остатки стоянок эпохи ранней бронзы. Население этих стоянок принадлежало к культурному кругу изготовителей шнуровой керамики, чьи многочисленные следы обнаружены на всем протяжении Куршской косы. Более поздние следы присутствия человека в районе Заркау датируются эпохой викингов (IX-XI века). В XVIII веке на дюнных холмах в окрестностях Заркау были обнаружены остатки куршского могильника XII-XIV веков.
В XIV веке на месте древнего поселения куршей, появляется немецкий поселок Заркава, первые документальные свидетельства о котором датируются 1362 годом, в 1408 году упоминается о существовании трактира. В 1531 году в Заркау проживали 35 рыбака и 12 батраков, в 1569 году существовали два трактира и проживали 32 рыбака и 19 батраков.
С 1570 года, из-за вырубки лесов, начали проявляться явления движения дюн и заноса поселения песком. В 1714 году, после обследования плачевного состояния старого Заркау, было принято решение о перенесении поселка на 1,5 км южнее. В 1785 году было перестроено здание старого трактира. В 1792 году жителям Заркау была официально разрешена ловля рыбы во всем Куршском заливе. С 1811 года на участке косы от Кранца до Заркау начались плановые лесопосадки.
К концу XIX века приход Заркау, подчинявшийся общине Кранца, насчитывал 600 человек. 12 октября 1901 года в поселке Заркау была освящена собственная кирха.
В ночь с 3 на 4 декабря 1924 года в результате сильнейшего шторма погибли 13 местных рыбаков. В память о них в 1934 году был установлен памятник, ныне утраченный.
В 1939 году в Заркау проживало 705 жителей.

## Население
| 2002 | 2010 |
| ---- | ---- |
| 509  | ↘344 |

## Экономика
После Второй мировой войны, в 1947—1948 годах, после приезда на Куршскую косу семей потомственных рыбаков-астраханцев и архангелогородцев, в посёлках Морское, Лесной и Рыбачий ими были основаны рыболовецкие колхозы «Путь к коммунизму», «Труженик моря», «Заря Кубани». Впоследствии три этих колхоза были объединены в один — «Труженик моря», который в своей деятельности вышел из прибрежных вод в океан, приобрёл и освоил крупный океанский флот, построил собственный рыбообрабатывающий комплекс, став колхозом-миллионером, снабжавшим рыбой всю страну. Сегодня рыболовецкий колхоз «Труженик моря», пережив во времена перестройки тяжелейший кризис, вновь становится значимым для хозяйства Куршской косы предприятием.
19 апреля 2009 года в Лесном открылся экспериментальный рыбоводный цех ФГУ «Запбалтрыбвод» по выращиванию молоди европейского сига.

## Транспорт
Через посёлок ходят рейсовые автобусы в Зеленоградск (маршрут 210, 593 и 596) Светлогорск (596) и Калининград (593).

## Образование, культура и спорт
В посёлке находится Дом культуры, здание которого построено в 1901 году на месте старой церкви. Ныне здание передано Русской православной церкви. Также в посёлке имеется лагерь отдыха «Алые паруса» и туристическая база «Дюны».

## Достопримечательности
- Храм Великомученика Пантелеймона[8]
- Здание Заркауской кирхи

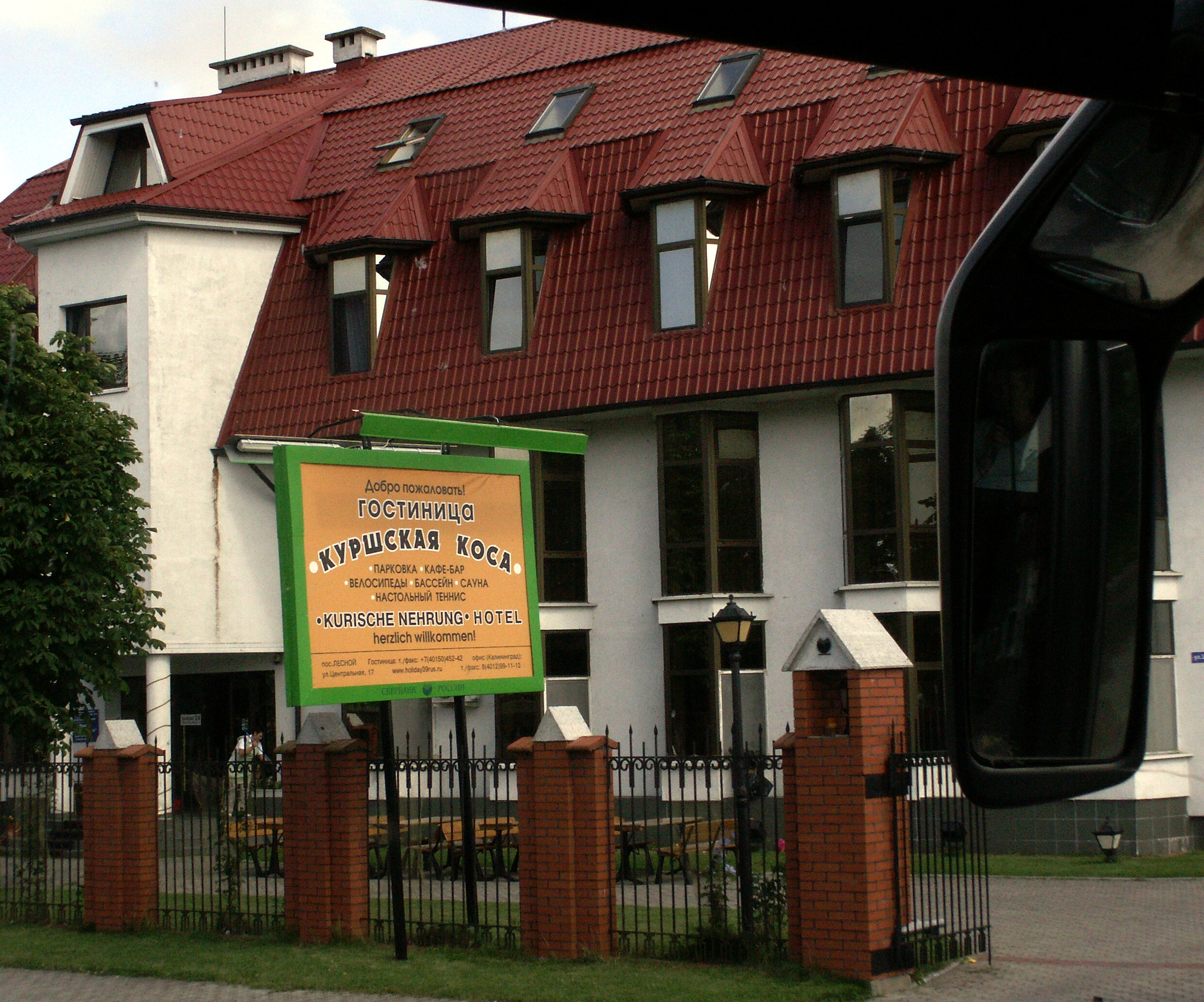
Гостиница
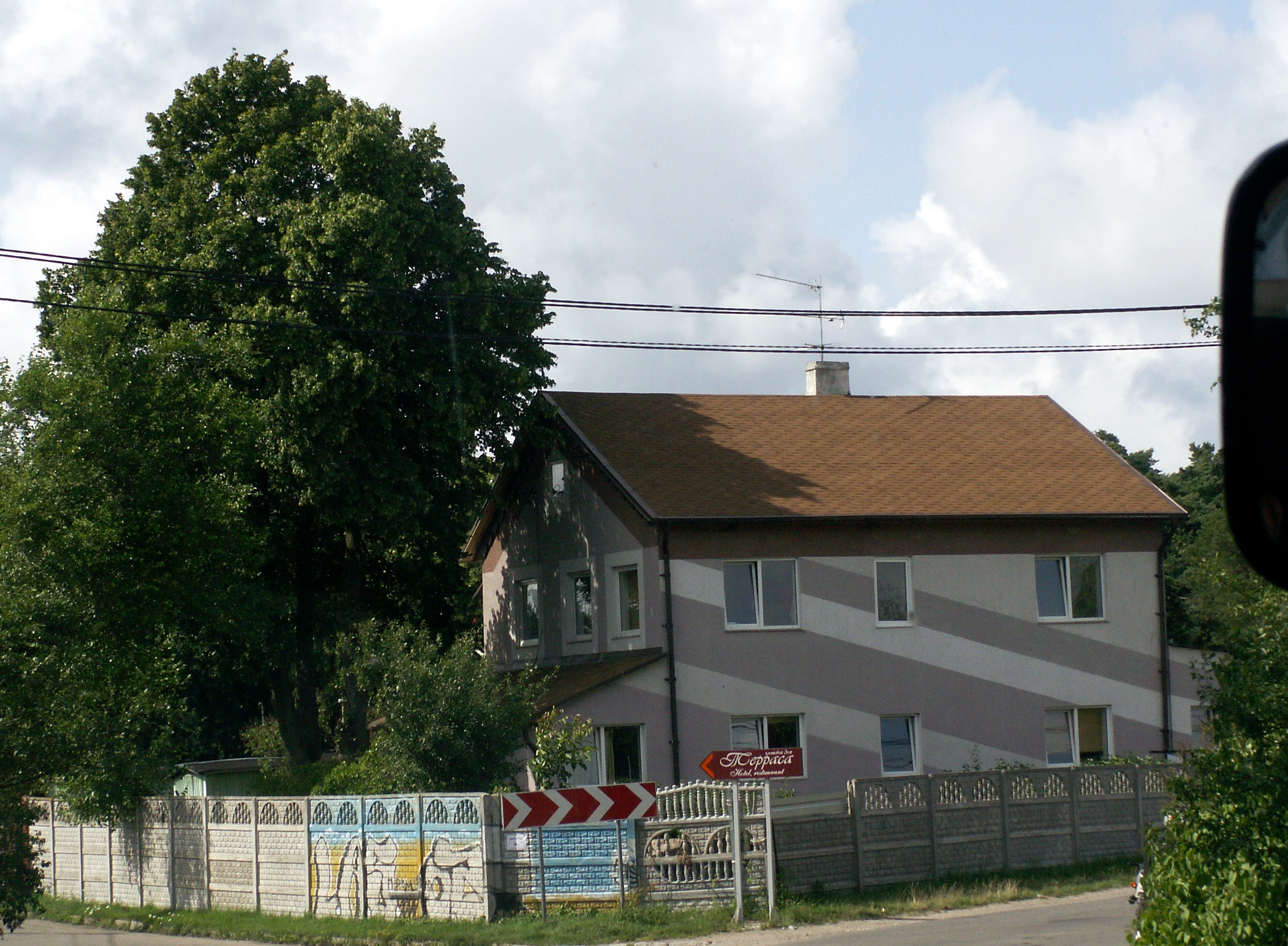
Жилой дом
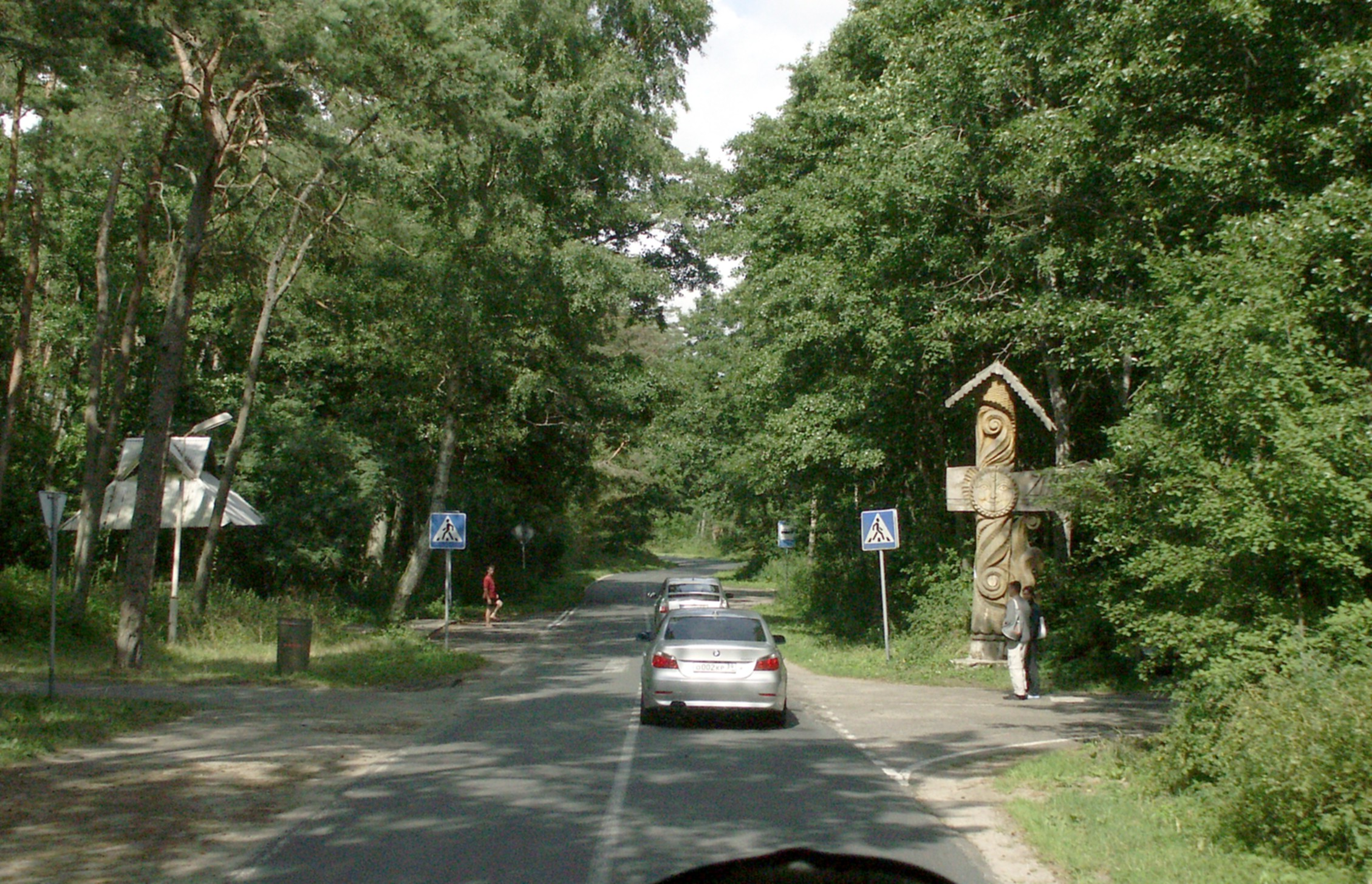
Шоссе